# Reteporella atlantica
Reteporella atlantica är en mossdjursart som först beskrevs av Busk 1884.  Reteporella atlantica ingår i släktet Reteporella och familjen Phidoloporidae. Inga underarter finns listade i Catalogue of Life.